# Емили Ричардс
Емили Ричардс (на английски: Emilie Richards) е американска писателка на бестселъри в жанра любовен роман и романтичен трилър.

## Биография и творчество
Емили Ричардс Макгий е родена на 12 юли 1948 г. в Бетезда, Мериленд, САЩ. Има брат. Израства в Сейнт Питърсбърг, Флорида. Родителите ѝ се развеждат, когато завършва гимназия. Завършва Университета на Флорида с бакалавърска степен по статистика и Техническия университет на Вирджиния с магистърска степен по семейно развитие през 1970 г.
През 1969 г. се омъжва за пастора Майкъл Макгий. Имат четири деца – Шейн, Джеси (осиновена), Брендън и Гален.
След дипломирането си работи като терапевт по психология в здравен център, после става координатор в няколко центрове за семейни консултации. Заради работата на съпруга си живеят на различни места в страната – Флорида, Луизиана, Калифорния, Арканзас, Охайо, и Пенсилвания.
Започва да пише през 1983 г. след раждането на четвърто си дете. Първият ѝ роман „Brendan's Song ” е публикуван през 1985 г.
През 1994 г. е удостоена от Асоциацията на писателите на любовни романи с престижната награда „РИТА“ за книгата „Dragonslayer ”, а през 1997 г. с наградата „Джанет Дейли“ за „The Trouble with Joe“. Получава и награда за цялостно творчество от списание „Romantic Times“.
През 2005 г. се обръща към трилъра с първия роман „Blessed Be the Busybody“ от поредицата „Убийствена служба“. Самата тя съпруга на пастор, в книгата историята е разказа от страна на Аги-Слоан Уилкокс, съпругата на пастора, който разследва загадъчни убийства в привидно спокойното малко населено място.
Много от произведенията ѝ са екранизирани в Германия.
Емили Ричардс живее със семейството си в Арлингтън, Вирджиния.

## Произведения

### Самостоятелни романи
- Brendan's Song (1985)
- Gilding the Lily (1985)
- The Unmasking (1985)
- Angel and the Saint (1986)
- Something So Right (1986)
- Good Time Man (1986)
- Season of Miracles (1986)
- Outback Nights (1987)
- Aloha Always (1987)
- All the Right Reasons (1988)
- Classic Encounter (1988)
- Island Glory (1989)
- All Those Years Ago (1991)
- One Perfect Rose (1992)
- Dragonslayer (1993) – награда „РИТА“
- The Trouble with Joe (1994)
- Once More With Feeling (1996)
Близьк непознат, изд.: ИК „Слово“, В. Търново (1998), прев. Дария Манева
- Woman Without a Name (1996)
- Mail-order Matty (1996)
- Twice upon a Time (1997)
Втори шанс, изд.: ИК „Слово“, В. Търново (1999), прев. Таня Найденова
- One Moment Past Midnight (1999)
- Beautiful Lies (1999)
- Fox River (2001)
- Prospect Street (2002)

### Серия „Приказки от Тихия океан“ (Tales of the Pacific)
1. From Glowing Embers (1988)
2. Smoke Screen (1988)
3. Rainbow Fire (1989)
4. Out of the Ashes (1989)

### Серия „Фелис Кристи“ (Felice Cristy)
1. Desert Shadows (1991)
2. Twilight Shadows (1991)

### Серия „Мъже от полунощ“ (Men of Midnight)
1. Duncan's Lady (1995)
2. Iain Ross's Woman (1995)
3. MacDougall's Darling (1995)

### Серия „Желязна дантела“ (Iron Lace)
1. Iron Lace (1996)
2. Rising Tides (1997)

### Серия „Албум от Шенандоа“ (Shenandoah Album)
1. Wedding Ring (2004)
2. Endless Chain (2005)
3. Lover's Knot (2006)
4. Touching Stars (2007)
5. Sister's Choice (2008)

### Серия „Убийствена служба“ (Ministry is Murder)
1. Blessed Be the Busybody (2005)
2. Let There Be Suspects (2006)
3. Beware False Profits (2007)
4. A Lie for a Lie (2009)
5. A Truth For a Truth (2010)

### Серия „Щастлив ключ“ (Happiness Key)
1. Happiness Key (2009)
2. Fortunate Harbor (2010)
3. Sunset Bridge (2011)

### Серия „Анонимни богини“ (Goddesses Anonymous)
1. One Mountain Away (2012)
2. Somewhere Between Luck and Trust (2013)
3. No River Too Wide (2014)
4. The Color of Light (2015)

### Участие в общи серии с други писатели

#### Серия „Мъже: Произведено в Америка 2“ (Men: Made in America 2)
18. Bayou Midnight (1987)
от серията има още 49 романа от различни автори

#### Серия „Момичетата на Сони“ (Sonny's Girls)
All Those Years Ago (1991)
от серията има още 2 романа от различни автори

#### Серия „Съновидения: Шепот на любовта“ (Dreamscapes: Whispers of Love)
From a Distance (1992)
Somewhere Out There (1993)
от серията има още 25 романа от различни автори

#### Серия „Американски герой“ (American Hero)
Dragonslayer (1993)
от серията има още 12 романа от различни автори

#### Серия „Мъже в синьо“ (Men in Blue)
One Moment Past Midnight (1999)
от серията има още 13 романа от различни автори

#### Серия „Повече от думи“ (More Than Words)
1. More Than Words (2004) – със Сюзън Малъри, Карла Нигърс, Бренда Новак и Даяна Палмър
от серията има още 8 романа от различни автори

### Сборници (частично)
- „Naughty or Nice“ в „Коледна магия“, Silhouette Christmas Stories 1993 (1993) – с Джоан Хол, Лиза Джаксън и Луси Гордън 
 изд.: Арлекин България, София (1994), прев. Димитър Романов
- Desperate Needs (1995) – с Фърн Майкълс и Шерил Удс
- Outlaws and Lovers (1996) – с Наоми Хортън и Катлийн Корбел